# John McEnroe
John Patrick McEnroe, Jr. (n. 16 februarie 1959, Wiesbaden, RFG) este un fost jucător profesionist de tenis, considerat unul dintre cei mai mari jucători din istoria tenisului.

## Viața timpurie
John Patrick McEnroe Jr. s-a născut pe 16 februarie 1959, în Wiesbaden, Germania de Vest, unde tatăl său, John Patrick McEnroe Sr., era staționat în Forțele Aeriene ale Statelor Unite. La scurt timp după nașterea sa, familia s-a mutat în Douglaston, Queens, New York. A început să joace tenis la vârsta de opt ani și a arătat rapid un talent excepțional. A urmat școala Trinity School din Manhattan, unde a excelat atât la tenis, cât și la baschet. După liceu, a urmat Universitatea Stanford, dar a părăsit-o după doar un an pentru a se dedica în întregime carierei profesioniste de tenis.

## Cariera profesională

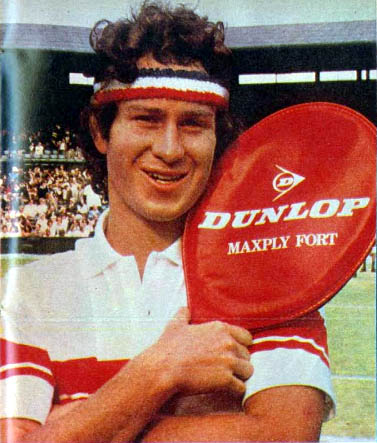
McEnroe în 1981

McEnroe a devenit profesionist în 1978. Chiar înainte de a deveni profesionist, a ajuns în semifinalele turneului de la Wimbledon în 1977, ca amator, pierzând în fața lui Jimmy Connors. Primul său titlu important a venit în 1978, la turneul Masters.
Anul 1984 este considerat cel mai bun an din cariera sa, când a avut un record de 82 de victorii și doar 3 înfrângeri, un procentaj de victorii care rămâne unul dintre cele mai bune din Era Open.
În anii 1980, a câștigat șapte titluri de Grand Slam la simplu: trei la Wimbledon (1981, 1983, 1984) și patru la US Open (1979, 1980, 1981, 1984). A fost numărul 1 mondial la simplu timp de 170 de săptămâni consecutive, al patrulea cel mai lung record din istoria tenisului masculin, și un total de 268 de săptămâni în total.

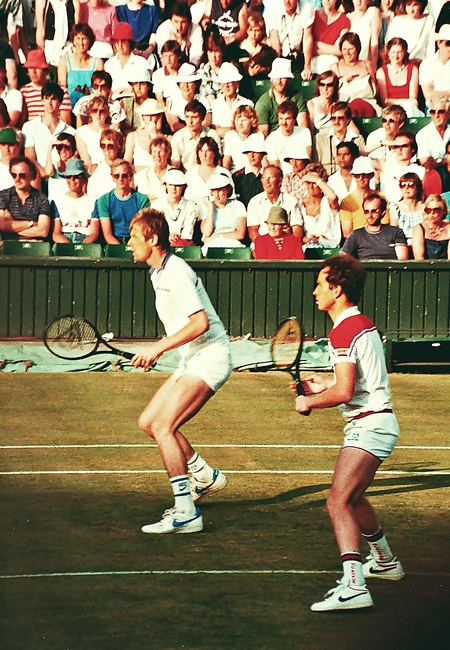
Fleming și McEnroe la Wimbledon în 1980

McEnroe era cunoscut pentru stilul său de joc agresiv la fileu, cu un serviciu stângaci foarte eficient și lovituri de voleu de o precizie remarcabilă. Era un maestru al jocului de dublu și a adus multe dintre acele abilități și în jocul său de simplu. Pe lângă jocul său, era faimos pentru temperamentul său pe teren. Confruntările sale cu arbitrii și oficialii erau frecvente, iar expresii precum „You cannot be serious!” au devenit celebre.
După succesul din anii '80, performanțele lui McEnroe au început să scadă treptat și s-a retras oficial la sfârșitul anului 1992, continuând să joace ocazional în turnee de veterani și evenimente demonstrative.
După retragerea din tenisul profesionist, McEnroe a devenit un comentator sportiv și a avut apariții în filme și emisiuni de televiziune. A scris și o autobiografie „You Cannot Be Serious”.